# Thomas Andrews (científic)
Thomas Andrews, FRS FRSE (Belfast, Irlanda, 19 de desembre del 1813 – Belfast, 26 de novembre del 1885), va ser un químic i físic nord-irlandès que va realitzar un important treball sobre les transicions de fase entre els gasos i líquids. Va ser un veterà professor de química a la Queen's University de Belfast.
Andrews va néixer a Belfast, on el seu pare era un comerciant de lli. L'any 1828 es va traslladar a la Universitat de Glasgow per a estudiar química amb el professor Thomas Thomson, després va estudiar al Trinity College de Dublín. Finalment es va doctorar en medicina a la Universitat d'Edimburg el 1835.
Andrews va començar una reeixida pràctica mèdica al seu Belfast natal el 1835, a més de donar classes de química a la Institució Acadèmica. El 1845 va ser nomenat vicerector de la recentment creada Queen's University de Belfast, i també professor de la química. Va mantenir aquests dos càrrecs fins al seu retir en 1879 als 66 anys. Va morir l'any 1885, i va ser enterrat al Borough Cemetery a Belfast.

## Recerca
Andrews es va donar a conèixer com a investigador científic amb els seus treballs sobre la calor desenvolupada a les reaccions químiques, de manera que la Royal Society li va atorgar la medalla de la Royal Society el 1844. Una altra important investigació, duta a terme en col·laboració amb Peter Guthrie Tait, es va dedicar a l'ozó.
Ara bé, la seva reputació es basa principalment en el seu treball sobre la liqüefacció de gasos. A la dècada de 1860 va dur a terme una investigació molt completa sobre les lleis que expressen les relacions de pressió, temperatura i volum del diòxid de carboni gas. En particular va establir els conceptes de temperatura crítica i pressió crítica, el que demostra que una substància passa de l'estat líquid a vapor sense solució de continuïtat.
En els experiments d'Andrews sobre les transicions de fase, va demostrar que el diòxid de carboni es pot dur des de qualsevol dels estats que s'anomenen líquid a qualsevol dels que se sol anomenar gas sense perdre l'homogeneïtat. El físic matemàtic Willard Gibbs va citar aquests resultats en suport de l'equació de l'energia lliure de Gibbs. També va deslligar una cursa entre els investigadors per tal de liquar altres gasos. En 1877-1878 Louis Paul Cailletet va ser el primer en liquar oxigen i nitrogen.